# غريغ غينز (لاعب كرة قدم أمريكية)
غريغ غينز (بالإنجليزية: Greg Gaines) هو لاعب كرة قدم أمريكية أمريكي، ولد في 6 مايو 1996 في لا هابرا في الولايات المتحدة.

## وصلات خارجية
- غريغ غينز على موقع مرجع كرة القدم المحترفة.كوم (الإنجليزية)